# Vibrissina angustifrons
Vibrissina angustifrons är en tvåvingeart som beskrevs av Hiroshi Shima 1983. Vibrissina angustifrons ingår i släktet Vibrissina och familjen parasitflugor. Inga underarter finns listade i Catalogue of Life.